# Prefetture della Repubblica Centrafricana

Prefetture della Repubblica Centrafricana

Le prefetture della Repubblica Centrafricana sono la suddivisione territoriale di primo livello del Paese e sono pari a 16; ad esse è equiordinata la capitale, Bangui. Le prefetture di Nana-Grébizi e di Sangha-Mbaéré sono considerate prefetture economiche.
Ciascuna prefettura si suddivide ulteriormente in subprefetture.

## Lista
| Localizzazione | Prefettura                      | Capoluogo    | Popolazione (2003) | Superficie (km²) |
| -------------- | ------------------------------- | ------------ | ------------------ | ---------------- |
|                | Prefettura di Bamingui-Bangoran | Ndélé        | 38 437             | 58 200           |
|                | Bangui                          | -            | 531 763            | 67               |
|                | Prefettura di Basse-Kotto       | Mobaye       | 203 887            | 17 604           |
|                | Prefettura di Haute-Kotto       | Bria         | 69 514             | 86 650           |
|                | Prefettura di Haut-Mbomou       | Obo          | 38 184             | 55 530           |
|                | Prefettura di Kémo              | Sibut        | 98 881             | 17 204           |
|                | Prefettura di Lobaye            | Mbaïki       | 214 137            | 19 235           |
|                | Prefettura di Mambéré-Kadéï     | Berbérati    | 289 688            | 30 203           |
|                | Prefettura di Mbomou            | Bangassou    | 132 740            | 61 150           |
|                | Prefettura di Nana-Grébizi      | Kaga-Bandoro | 87 341             | 19 996           |
|                | Prefettura di Nana-Mambéré      | Bouar        | 184 594            | 26 600           |
|                | Prefettura di Ombella-M'Poko    | Bimbo        | 304 025            | 31 835           |
|                | Prefettura di Ouaka             | Bambari      | 224 076            | 49 900           |
|                | Prefettura di Ouham             | Bossangoa    | 280 772            | 50 250           |
|                | Prefettura di Ouham-Pendé       | Bozoum       | 325 567            | 32 100           |
|                | Prefettura di Sangha-Mbaéré     | Nola         | 89 871             | 19 412           |
|                | Prefettura di Vakaga            | Birao        | 37 595             | 46 500           |